# New Sharon (Iowa)
New Sharon – miasto w Stanach Zjednoczonych, w stanie Iowa, w hrabstwie Mahaska. Zgodnie ze spisem statystycznym z 2000 roku, miasto liczyło 1301 mieszkańców.